# Hare Bay
Hare Bay es un pueblo canadiense situado en la provincia de Terranova y Labrador.

## Superficie
Hare Bay tiene una superficie de 34,11 km².

## Demografía
En 2021, tenía 925 habitantes, una densidad poblacional de 27,1 hab./km², y 453 viviendas.